# 埃布罗河畔巴尼奥斯
埃布羅河畔巴尼奥斯（西班牙語：Baños de Ebro）是西班牙巴斯克自治区阿拉瓦省的一个市镇。总面积10km²，总人口336人（2001年），人口密度34人/km²。